# Synonema obtusicaudatum
Synonema obtusicaudatum is een rondwormensoort uit de familie van de Aponchiidae. De wetenschappelijke naam van de soort is voor het eerst geldig gepubliceerd in 1889 door de Man.